# Harrison College
Harrison College – elitarny college w Bridgetown, Barbados. Założone w 1733 jako szkoła dla chłopców, po raz pierwszy wpuściło w swe mury dziewczęta we wczesnych latach osiemdziesiątych XX wieku.
Odkąd Barbados stał się niepodległym państwem w 1966 roku, wszyscy premierzy tego państwa byli i są absolwentami tego college'u. Przez wiele lat Harrison College był postrzegany jako najlepsza szkoła na wyspie, na podstawie naukowych i sportowych dokonań absolwentów tego liceum, a także ze względu na to, że wielu z nich odniosło później wiele sukcesów na scenie politycznej. Obecnie trwa dyskusja czy szkoła dalej utrzymuje swoją pozycję. A to ze względu na to, że w ostatnich latach niewielu uczniów dostało stypendia od państwa. Jednakże ten trend jest zauważalny we wszystkich „najlepszych” barbadoskich szkołach.

## Absolwenci
- sir Arleigh Winston Scott
- sir Deighton Lisle Ward
- sir Hugh Springer
- sir Clifford Husbands
- Errol Walton Barrow
- John Michael Geoffrey Manningham Adams
- Lloyd Erskine Sandiford
- Owen Arthur
- sir Harold Bernard St. John
- M.P. Shiel(inne języki)
- Obadele Thompson
- Andrea Blackett
- sir Clyde Walcott
- Cammie Smith-West
- David Holford-West